# Der Schatten des Körpers des Kutschers
Der Schatten des Körpers des Kutschers ist eine 1960 erschienene Erzählung von Peter Weiss, die ihren Autor in der Bundesrepublik erstmals bekannt machte. Der Text hob sich vor allem durch die narrative Methode einer minutiösen Beschreibung von anderen Werken der westdeutschen Nachkriegsliteratur ab und weist starke Ähnlichkeiten zum französischen nouveau roman auf.

## Inhalt
„In elf unterschiedlich langen Abschnitten werden Örtlichkeit und Ereignisse auf einem ländlichen Gut geschildert, auf dem eine Haushälterin und ein Hausknecht neun Gäste beherbergen: den Hauptmann, den Doktor, den Schneider, Herrn Schnee, eine vierköpfige Familie (Vater, Mutter, Sohn und Baby) sowie den Ich-Erzähler. Der Ich-Erzähler beschreibt, was er sieht oder hört, während er auf dem Abtritt oder einem Holzstoß sitzt, aus dem Fenster oder durch ein Schlüsselloch schaut, mit den anderen zu Abend isst oder gesellig im Zimmer der Haushälterin zusammenkommt.“ Wenn der Schreibende mit seinen akribischen Beschreibungen aussetzt, liegt er auf seinem Bett in der Dachkammer und hängt eskapistischen Träumen nach. Stets steht ein Teller Salz bereit, damit er sich einige Körner davon in die Augen streuen kann. Durch einen Schleier von Tränen scheinen Bilder geometrischer Figuren, die in sexuelle Phantasmagorien übergehen.
Als die Haushälterin die Bewohner des Hauses eines Tages zu sich aufs Zimmer einlädt, eskaliert die spannungsvolle Situation. Der Auslöser der Revolte ist der Sohn. Aus Ungeschick zerstört er eine Spieldose, welche die Haushälterin stolz herumzeigt. In dem Bestreben, ihr Eigentum zu retten, stürzt sie die versammelte Gesellschaft in ein heilloses Durcheinander. Auch nachdem der Sohn in die Stadt entsandt worden ist, um die Spieldose reparieren zu lassen, beruhigt sich die Situation nicht: die Mutter und Haushälterin müssen mit der Axt aus der Kleiderkammer befreit werden, da deren Tür plötzlich klemmt. Die Erzählung endet mit der Ankunft des Kutschers, der vollends einen niederschlagenden Effekt auf den Erzähler ausübt. In einem Anklang an Platons Höhlengleichnis sieht der Erzähler den Schatten des Kutschers sich mit demjenigen der Haushälterin auf dem Küchentisch vereinigen. Für den unter Depressionen leidenden Erzähler zerfällt die Realität. Auch durch sein akribisches Registrieren der Geschehnisse kann er der Wirklichkeit nicht länger beikommen.

## Rezeption
Der Suhrkamp Verlag nahm Peter Weiss’ bereits 1952 entstandenen „Mikro-Roman“ Der Schatten des Körpers des Kutschers 1960 auf Vermittlung Walter Höllerers in die Reihe der exklusiven „Tausenddrucke“ auf. Der Autor illustrierte den Text durch eigene Collagen. Weiss’ narrative Methode einer minutiösen Beschreibung der Umgebung des Erzählers fand zahllose Nachahmer und machte Weiss zu einem häufig imitierten literarischen Avantgardisten (unter anderem inspirierte er Ror Wolf 1964 zu dem Roman Fortsetzung des Berichts).

## Hörfunkbearbeitung
Eine 78-minütige Hörspielfassung der Erzählung in der Regie von Michael Farin produzierte der BR im Jahr 2010 (Ursendung am 12. Juni 2010). Eine Hörbuch-Edition dieser BR-Produktion erschien 2011 im Münchner Hörverlag.